# Sandra Aleksejeva
Sandra Aleksejeva (3 de maio de 1991) é uma ciclista de BMX letão. Representou seu país, Letônia, nos Jogos Olímpicos de Verão de 2012 em Londres. Aleksejeva tem participado em vários campeonatos europeus e mundiais.